# Australian Open 2017
L'Australian Open 2017 è stato un torneo di tennis che si è disputato nel complesso di Melbourne Park, a Melbourne in Australia, fra il 16 e il 29 gennaio 2017. È stata la 105ª edizione dell'Australian Open. L'evento è stato organizzato dalla International Tennis Federation (ITF), e ha fatto parte dell'ATP World Tour 2017 e del WTA Tour 2017 sotto la categoria Grande Slam.

## Torneo

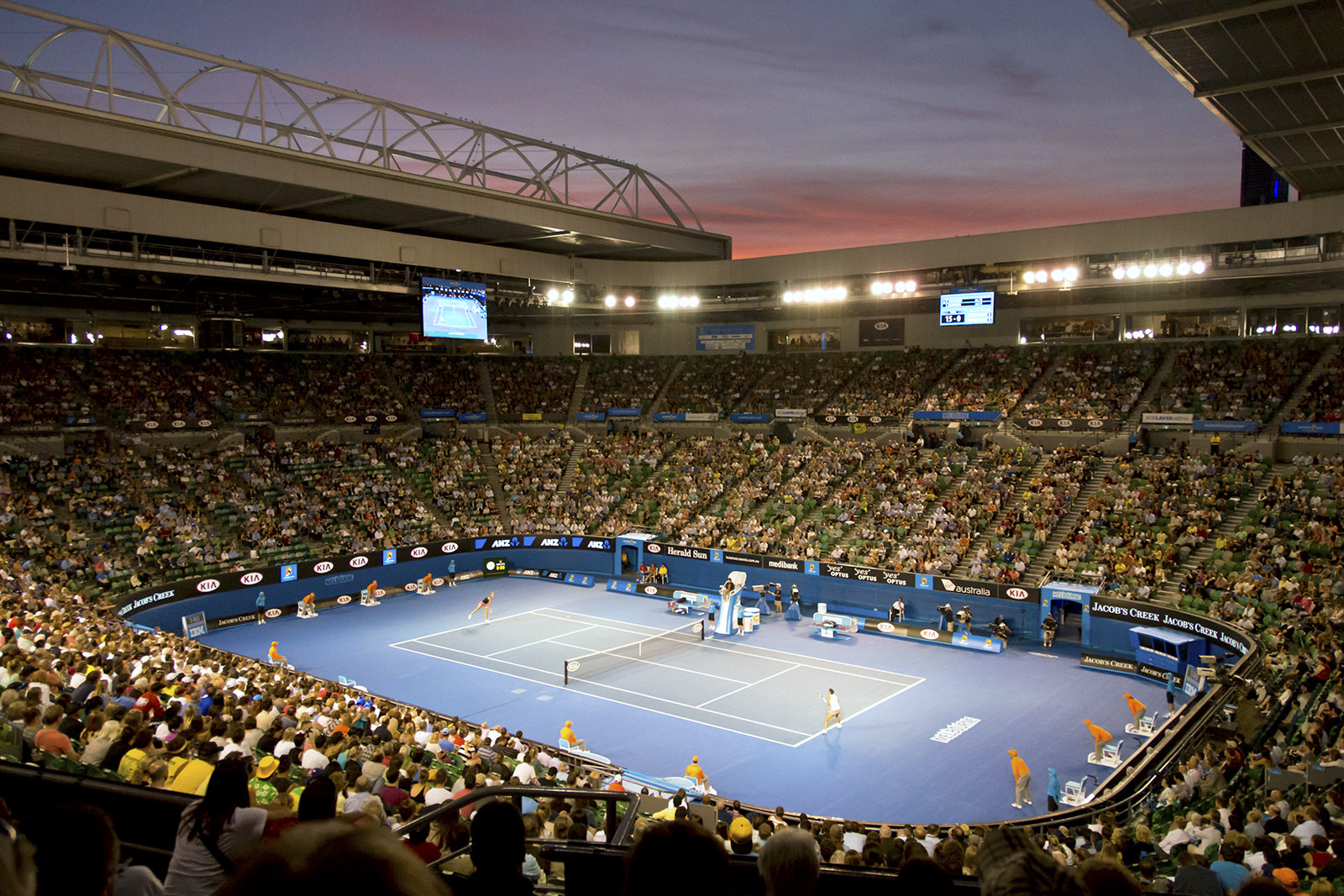
La Rod Laver Arena dove sono state giocate le finali dell'Australian Open

Il torneo ha compreso per la categoria Seniors i tornei di singolare, doppio e doppio misto. Inoltre sono stati in palio i titoli della categoria Junior e tennis in carrozzina.
Il torneo si è giocato su venticinque campi in cemento plexicushion, inclusi i tre campi principali: Rod Laver Arena, Hisense Arena e Margaret Court Arena.

## Eventi degni di nota

### Giorno 2
- Ivo Karlović ha vinto il suo match di primo turno, recuperando da due set a zero contro Horacio Zeballos, con il punteggio di 6–7, 3–6, 7–5, 6–2, 22–20. Grazie agli 84 game che sono stati disputati, si tratta dell'incontro con più game giocati all'Australian Open.[1] Inoltre si tratta del secondo match più lungo per durata nella storia dello Slam australiano, secondo solo alla finale 2012 tra Novak Đoković e Rafael Nadal durato 5 ore e 53 minuti.[1] Ivo Karlović ha anche servito 75 ace durante l'incontro, si tratta di un nuovo record all'Australian Open.[1]

### Giorno 4
- Denis Istomin ha sconfitto al secondo turno il 6 volte campione del torneo Novak Đoković in cinque set. Đoković non usciva così presto dal torneo sin dai tempi dell'Australian Open 2006, dove venne sconfitto al primo turno.[2]
- Mirjana Lučić-Baroni ha sconfitto Agnieszka Radwańska in due set. Radwańska non veniva sconfitta così presto dai tempi dell'Australian Open 2009, dove perse al primo turno. D'altra parte, Mirjana Lučić-Baroni non passava il secondo turno dall'Australian Open 1998.[3]

### Giorno 6
- Grigor Dimitrov ha sconfitto Richard Gasquet in tre set. L'incontro, durato 122 minuti, è iniziato alle 23:58 stabilendo il record di match iniziato più tardi all'Australian Open.[4] Il record precedente era detenuto da Lleyton Hewitt e Marcos Baghdatis, che iniziarono il loro match di terzo turno alla 23:55, durante l'Australian Open 2008.[4]

### Giorno 7
- Miša Zverev, numero 50 del mondo, ha sconfitto la testa di serie numero 1, Andy Murray, in quattro set. L'ultima volta che Murray è stato sconfitto in un torneo dello slam da un giocatore fuori dalla top 50, successe all'Australian Open 2006 dove venne sconfitto dall'allora numero 51 del mondo Juan Ignacio Chela.
- Coco Vandeweghe ha sconfitto la campionessa in carica e testa di serie numero 1 Angelique Kerber. È la prima volta dopo l'Australian Open 2002 che le teste di serie numero 1 e 2, del singolare maschile e femminile, non raggiungono i quarti di finale.[5]

### Giorno 8
- David Goffin ha raggiunto per la prima volta in carriera i quarti di finale in un torneo dello Slam.[6]
- Mirjana Lučić-Baroni ha raggiunto i quarti di finale in un torneo dello slam dopo 18 anni dall'ultima volta. In precedenza era arrivata ai quarti, raggiungendo anche le semifinali, al Torneo di Wimbledon 1999.[7]

### Giorno 9
- Venus Williams ha sconfitto Anastasija Pavljučenkova nei quarti di finale. È stato il suo 50º incontro di singolare vinto all'Australian Open, inoltre è diventata la giocatrice più anziana a raggiungere una semifinale in un torneo dello slam dopo Martina Navrátilová, la quale raggiunse all'età di 36 anni le semifinali di Wimbledon 1993.[8]

### Giorno 10
- Rafael Nadal ha sconfitto Milos Raonic nei quarti di finale. È stato il suo 50º incontro di singolare vinto all'Australian Open in carriera.[9]

### Giorno 11
- Venus Williams ha sconfitto Coco Vandeweghe raggiungendo così la sua seconda finale all'Australian Open in carriera (la prima all'Australian Open 2003). Venus torna per la prima volta in finale Slam dopo Wimbledon 2009, dove perse in finale dalla sorella Serena Williams.[10]
- Serena Williams ha raggiunto in finale la sorella Venus Williams. Si tratterà della nona finale tra le due sorelle in un torneo dello Slam.[11]
- Roger Federer ha sconfitto Stan Wawrinka in semifinale raggiungendo la sua 28° finale dello Slam in carriera a 35 anni, la sesta all'Australian Open a distanza di 7 anni dall'ultima finale a Melbourne.[12]

### Giorno 12
- Rafael Nadal ha sconfitto Grigor Dimitrov raggiungendo Roger Federer nella finale del singolare maschile. Si tratta della nona finale in un torneo dello Slam tra lo spagnolo e lo svizzero a sei anni di distanza dall'ultima volta, ovvero al Roland Garros 2011.[13]

### Giorno 13
- Serena Williams ha sconfitto in finale la sorella Venus Williams. Si tratta del suo 7º titolo all'Australian Open e 23º torneo dello Slam, record nell'Era Open, superando Steffi Graf nella classifica all-time: solo Margaret Smith Court (24 titoli) ha fatto meglio.[14]

### Giorno 14
- Roger Federer ha sconfitto in finale Rafael Nadal. Si tratta del suo 5º titolo all'Australian Open e 18º torneo dello Slam. Federer non vinceva un major da Wimbledon 2012, inoltre è stata la sua prima vittoria contro Nadal in una finale dello slam dopo Wimbledon 2007.

## Programma del torneo

### Statistiche Finale Singolare femminile
| 28 Gennaio 2017 19.30 (GMT+11) Finale Femminile | Venus Williams [13] | 0–2 4–6, 4–6 | Serena Williams [2] | Rod Laver Arena, Melbourne spettatori: 14,820 Giudice di sedia: Alison Hughes |

|     |                         |     |  |
| 69% | Prime di servizio       | 61% |  |
|     |                         |     |  |
| 3   | Doppi falli             | 5   |  |
|     |                         |     |  |
| 25  | Errori gratuiti         | 23  |  |
|     |                         |     |  |
| 21  | Vincenti                | 27  |  |
|     |                         |     |  |
| 7   | Aces                    | 10  |  |
|     |                         |     |  |
| 67% | Vincenti 1ª di servizio | 76% |  |
|     |                         |     |  |
| 29% | Vincenti 2ª di servizio | 46% |  |
|     |                         |     |  |
| 59  | Punti totali            | 69  |  |
|     |                         |     |  |
|     |                         |     |  |

### Statistiche Finale Singolare maschile
| 29 Gennaio 2017 19.30 (GMT+11) Finale Maschile | Roger Federer [17] | 3–2 6–4, 3–6, 6–1, 3–6, 6–3 | Rafael Nadal [9] | Rod Laver Arena, Melbourne spettatori: 14,820 Giudice di sedia: James Keothavong |

|     |                         |     |  |
| 62% | Prime di servizio       | 73% |  |
|     |                         |     |  |
| 3   | Doppi falli             | 3   |  |
|     |                         |     |  |
| 57  | Errori gratuiti         | 28  |  |
|     |                         |     |  |
| 73  | Vincenti                | 35  |  |
|     |                         |     |  |
| 20  | Aces                    | 4   |  |
|     |                         |     |  |
| 76% | Vincenti 1ª di servizio | 63% |  |
|     |                         |     |  |
| 49% | Vincenti 2ª di servizio | 56% |  |
|     |                         |     |  |
| 150 | Punti totali            | 139 |  |
|     |                         |     |  |
|     |                         |     |  |

## Teste di serie nel singolare
| Legenda colori              |
| Vincitore                   |
| Finalista                   |
| Semifinalista               |
| Quarti di finale            |
| Eliminati al 1T, 2T, 3T, 4T |

### Singolare maschile
Le teste di serie maschili sono state assegnate seguendo la classifica ATP al 9 gennaio 2017.
Nella tabella sottostante ranking e punteggio precedente al 16 gennaio 2017.
| Tds | Rank | Giocatore             | Punteggio precedente | Punti da difendere | Punti conquistati | Nuovo punteggio | Situazione                                    |
| --- | ---- | --------------------- | -------------------- | ------------------ | ----------------- | --------------- | --------------------------------------------- |
| 1   | 1    | Andy Murray           | 12.560               | 1.200              | 180               | 11.540          | Eliminato al 4T da Miša Zverev                |
| 2   | 2    | Novak Đoković         | 11.780               | 2.000              | 45                | 9.825           | Eliminato al 2T da Denis Istomin [WC]         |
| 3   | 3    | Milos Raonic          | 5.290                | 720                | 360               | 4.930           | Eliminato ai QF da Rafael Nadal [9]           |
| 4   | 4    | Stan Wawrinka         | 5.155                | 180                | 720               | 5.695           | Eliminato in SF da Roger Federer [17]         |
| 5   | 5    | Kei Nishikori         | 5.010                | 360                | 180               | 4.830           | Eliminato al 4T da Roger Federer [17]         |
| 6   | 6    | Gaël Monfils          | 3.625                | 360                | 180               | 3.445           | Eliminato al 4T da Rafael Nadal [9]           |
| 7   | 7    | Marin Čilić           | 3.605                | 90                 | 45                | 3.560           | Eliminato al 2T da Daniel Evans               |
| 8   | 8    | Dominic Thiem         | 3.415                | 90                 | 180               | 3.505           | Eliminato al 4T da David Goffin [11]          |
| 9   | 9    | Rafael Nadal          | 3.195                | 10                 | 1.200             | 4.385           | Sconfitto in Finale da Roger Federer [17]     |
| 10  | 10   | Tomáš Berdych         | 3.060                | 360                | 90                | 2.790           | Eliminato al 3T da Roger Federer [17]         |
| 11  | 11   | David Goffin          | 2.750                | 180                | 360               | 2.930           | Eliminato ai QF da Grigor Dimitrov [15]       |
| 12  | 12   | Jo-Wilfried Tsonga    | 2.505                | 180                | 360               | 2.685           | Eliminato ai QF da Stan Wawrinka [4]          |
| 13  | 14   | Roberto Bautista Agut | 2.350                | 180                | 180               | 2.350           | Eliminato al 4T da Milos Raonic [3]           |
| 14  | 13   | Nick Kyrgios          | 2.460                | 90                 | 45                | 2.415           | Eliminato al 2T da Andreas Seppi              |
| 15  | 15   | Grigor Dimitrov       | 2.135                | 90                 | 720               | 2.765           | Eliminato in SF da Rafael Nadal [9]           |
| 16  | 16   | Lucas Pouille         | 2.131                | 10                 | 10                | 2.131           | Eliminato al 1T da Aleksandr Bublik [Q]       |
| 17  | 17   | Roger Federer         | 1.980                | 720                | 2.000             | 3.260           | Vittoria in Finale contro Rafael Nadal [9]    |
| 18  | 18   | Richard Gasquet       | 1.885                | 0                  | 90                | 1.975           | Eliminato al 3T da Grigor Dimitrov [15]       |
| 19  | 19   | John Isner            | 1.850                | 180                | 45                | 1.715           | Eliminato al 2T da Miša Zverev                |
| 20  | 21   | Ivo Karlović          | 1.795                | 10                 | 90                | 1.875           | Eliminato al 3T da David Goffin [11]          |
| 21  | 23   | David Ferrer          | 1.740                | 360                | 90                | 1.470           | Eliminato al 3T da Roberto Bautista Agut [13] |
| 22  | 22   | Pablo Cuevas          | 1.780                | 45                 | 10                | 1.745           | Eliminato al 1T da Diego Schwartzman          |
| 23  | 20   | Jack Sock             | 1.810                | 45                 | 90                | 1.855           | Eliminato al 3T da Jo-Wilfried Tsonga [12]    |
| 24  | 24   | Alexander Zverev      | 1.665                | 10                 | 90                | 1.735           | Eliminato al 3T da Rafael Nadal [9]           |
| 25  | 25   | Gilles Simon          | 1.585                | 180                | 90                | 1.495           | Eliminato al 3T da Milos Raonic [3]           |
| 26  | 26   | Albert Ramos Viñolas  | 1.435                | 45                 | 10                | 1.400           | Eliminato al 1T da Lukáš Lacko [Q]            |
| 27  | 27   | Bernard Tomić         | 1.420                | 180                | 90                | 1.330           | Eliminato al 3T da Daniel Evans               |
| 28  | 29   | Feliciano López       | 1.410                | 90                 | 10                | 1.330           | Eliminato al 1T da Fabio Fognini              |
| 29  | 35   | Viktor Troicki        | 1.225                | 90                 | 90                | 1.225           | Eliminato al 3T da Stan Wawrinka [4]          |
| 30  | 31   | Pablo Carreño Busta   | 1.370                | 10                 | 90                | 1.450           | Eliminato al 3T da Denis Istomin [WC]         |
| 31  | 32   | Sam Querrey           | 1.355                | 10                 | 90                | 1.435           | Eliminato al 3T da Andy Murray [1]            |
| 32  | 33   | Philipp Kohlschreiber | 1.325                | 10                 | 90                | 1.405           | Eliminato al 3T da Gaël Monfils [6]           |
| N/A | 50   | Miša Zverev           | 894                  | (16)               | 360               | 1.238           | Eliminato ai QF da Roger Federer [17]         |

### Singolare femminile
Le teste di serie femminili sono state assegnate seguendo la classifica WTA al 9 gennaio 2017.
Nella tabella sottostante ranking e punteggio precedente al 16 gennaio 2017.
| Tds | Rank | Giocatrice               | Punteggio precedente | Punti da difendere | Punti conquistati | Nuovo punteggio | Situazione                                       |
| --- | ---- | ------------------------ | -------------------- | ------------------ | ----------------- | --------------- | ------------------------------------------------ |
| 1   | 1    | Angelique Kerber         | 8.875                | 2.000              | 240               | 7.115           | Eliminata al 4T da Coco Vandeweghe               |
| 2   | 2    | Serena Williams          | 7.080                | 1.300              | 2.000             | 7.780           | Vittoria in Finale contro Venus Williams [13]    |
| 3   | 3    | Agnieszka Radwańska      | 5.625                | 780                | 70                | 4.915           | Eliminata al 2T da Mirjana Lučić-Baroni          |
| 4   | 4    | Simona Halep             | 5.073                | 10                 | 10                | 5.073           | Eliminata al 1T da Shelby Rogers                 |
| 5   | 5    | Karolína Plíšková        | 4.970                | 130                | 430               | 5.270           | Eliminata ai QF da Mirjana Lučić-Baroni          |
| 6   | 6    | Dominika Cibulková       | 4.865                | 10                 | 130               | 4.985           | Eliminata al 3T da Ekaterina Makarova [30]       |
| 7   | 7    | Garbiñe Muguruza         | 4.420                | 130                | 430               | 4.720           | Eliminata ai QF da Coco Vandeweghe               |
| 8   | 10   | Svetlana Kuznecova       | 3.745                | 70                 | 240               | 3.915           | Eliminata al 4T da Anastasija Pavljučenkova [24] |
| 9   | 9    | Johanna Konta            | 4.055                | 780                | 430               | 3.705           | Eliminata ai QF da Serena Williams [2]           |
| 10  | 12   | Carla Suárez Navarro     | 2.985                | 430                | 70                | 2.625           | Eliminata al 2T da Sorana Cîrstea                |
| 11  | 13   | Elina Svitolina          | 2.895                | 70                 | 130               | 2.955           | Eliminata al 3T da Anastasija Pavljučenkova [24] |
| 12  | 15   | Timea Bacsinszky         | 2.347                | 70                 | 130               | 2.407           | Eliminata al 3T da Dar'ja Gavrilova [22]         |
| 13  | 17   | Venus Williams           | 2.240                | 10                 | 1.300             | 3.530           | Sconfitta in Finale da Serena Williams [2]       |
| 14  | 18   | Elena Vesnina            | 2.229                | (2)                | 130               | 2.357           | Eliminata al 3T da Jennifer Brady [Q]            |
| 15  | 19   | Roberta Vinci            | 2.210                | 130                | 10                | 2.090           | Eliminata al 1T da Coco Vandeweghe               |
| 16  | 16   | Barbora Strýcová         | 2.295                | 240                | 240               | 2.295           | Eliminata al 4T da Serena Williams [2]           |
| 17  | 20   | Caroline Wozniacki       | 2.175                | 10                 | 130               | 2.295           | Eliminata al 3T da Johanna Konta [9]             |
| 18  | 21   | Samantha Stosur          | 2.016                | 10                 | 10                | 2.016           | Eliminata al 1T da Heather Watson                |
| 19  | 22   | Kiki Bertens             | 1.956                | 10                 | 10                | 1.956           | Eliminata al 1T da Varvara Lepchenko             |
| 20  | 23   | Zhang Shuai              | 1.885                | 470                | 70                | 1.485           | Eliminata al 2T da Alison Riske                  |
| 21  | 24   | Caroline Garcia          | 1.765                | 10                 | 130               | 1.885           | Eliminata al 3T da Barbora Strýcová [16]         |
| 22  | 26   | Daria Gavrilova          | 1.665                | 240                | 240               | 1.665           | Eliminata al 4T da Karolína Plíšková [5]         |
| 23  | 25   | Daria Kasatkina          | 1.700                | 130                | 10                | 1.580           | Eliminata al 1T da Peng Shuai                    |
| 24  | 27   | Anastasija Pavljučenkova | 1.620                | 10                 | 430               | 2.040           | Eliminata ai QF da Venus Williams [13]           |
| 25  | 28   | Tímea Babos              | 1.545                | 70                 | 10                | 1.485           | Eliminata al 1T da Nicole Gibbs                  |
| 26  | 30   | Laura Siegemund          | 1.502                | 130                | 10                | 1.382           | Eliminata al 1T da Jelena Janković               |
| 27  | 29   | Irina-Camelia Begu       | 1.502                | 10                 | 70                | 1.562           | Eliminata al 2T da Kristýna Plíšková             |
| 28  | 43   | Alizé Cornet             | 1.242                | 70                 | 70                | 1.242           | Eliminata al 2T da Maria Sakkarī                 |
| 29  | 46   | Mónica Puig              | 1.215                | 130                | 70                | 1.155           | Eliminata al 2T da Mona Barthel [Q]              |
| 30  | 34   | Ekaterina Makarova       | 1.377                | 240                | 240               | 1.377           | Eliminata al 4T da Johanna Konta [9]             |
| 31  | 31   | Julija Putinceva         | 1.450                | 130                | 70                | 1.390           | Eliminata al 2T da Jeļena Ostapenko              |
| 32  | 33   | Anastasija Sevastova     | 1.425                | 110                | 130               | 1.445           | Eliminata al 3T da Garbiñe Muguruza [7]          |
| N/A | 35   | Coco Vandeweghe          | 1.366                | 10                 | 780               | 2.136           | Eliminata in SF da Venus Williams [13]           |
| N/A | 79   | Mirjana Lučić-Baroni     | 786                  | 10                 | 780               | 1.556           | Eliminata in SF da Serena Williams [2]           |

#### Teste di serie ritirate
| Rank | Giocatrice         | Punteggio precedente | Punti da difendere | Punti conquistati | Nuovo punteggio | Motivo ritiro        |
| ---- | ------------------ | -------------------- | ------------------ | ----------------- | --------------- | -------------------- |
| 8    | Madison Keys       | 4,137                | 240                | 0                 | 3,897           | Infortunio al polso  |
| 11   | Petra Kvitová      | 3,485                | 70                 | 0                 | 3,415           | Infortunio alla mano |
| 14   | Viktoryja Azaranka | 2,591                | 430                | 0                 | 2,161           | Maternità            |

## Teste di serie nel doppio
| Legenda colori          |
| Vincitori               |
| Finalisti               |
| Semifinalisti           |
| Quarti di finale        |
| Eliminati al 1T, 2T, 3T |

### Doppio maschile
| Coppia                | Coppia                 | Rank1 | Tds |
| --------------------- | ---------------------- | ----- | --- |
| Pierre-Hugues Herbert | Nicolas Mahut          | 3     | 1   |
| Jamie Murray          | Bruno Soares           | 7     | 2   |
| Bob Bryan             | Mike Bryan             | 10    | 3   |
| Henri Kontinen        | John Peers             | 16    | 4   |
| Feliciano López       | Marc López             | 23    | 5   |
| Raven Klaasen         | Rajeev Ram             | 23    | 6   |
| Łukasz Kubot          | Marcelo Melo           | 31    | 7   |
| Daniel Nestor         | Édouard Roger-Vasselin | 32    | 8   |
| Ivan Dodig            | Marcel Granollers      | 34    | 9   |
| Treat Huey            | Maks Mirny             | 43    | 10  |
| Jean-Julien Rojer     | Horia Tecău            | 46    | 11  |
| Vasek Pospisil        | Radek Štěpánek         | 54    | 12  |
| Mate Pavić            | Alexander Peya         | 55    | 13  |
| Juan Sebastián Cabal  | Robert Farah           | 60    | 14  |
| Rohan Bopanna         | Pablo Cuevas           | 61    | 15  |
| Dominic Inglot        | Florin Mergea          | 68    | 16  |

- 1 Ranking al 9 Gennaio 2017.

### Doppio femminile
| Coppia                | Coppia               | Rank1 | Tds |
| --------------------- | -------------------- | ----- | --- |
| Caroline Garcia       | Kristina Mladenovic  | 6     | 1   |
| Bethanie Mattek-Sands | Lucie Šafářová       | 9     | 2   |
| Ekaterina Makarova    | Elena Vesnina        | 13    | 3   |
| Sania Mirza           | Barbora Strýcová     | 19    | 4   |
| Martina Hingis        | Coco Vandeweghe      | 23    | 5   |
| Chan Hao-ching        | Chan Yung-jan        | 24    | 6   |
| Julia Görges          | Karolína Plíšková    | 27    | 7   |
| Vania King            | Jaroslava Švedova    | 39    | 8   |
| Monica Niculescu      | Abigail Spears       | 39    | 9   |
| Lucie Hradecká        | Kateřina Siniaková   | 43    | 10  |
| Raquel Atawo          | Xu Yifan             | 43    | 11  |
| Andrea Hlaváčková     | Peng Shuai           | 50    | 12  |
| Katarina Srebotnik    | Zheng Saisai         | 50    | 13  |
| Kiki Bertens          | Johanna Larsson      | 52    | 14  |
| Serena Williams       | Venus Williams       | 60    | 15  |
| Darija Jurak          | Anastasija Rodionova | 72    | 16  |

- 1 Ranking al 9 Gennaio 2017.

### Doppio misto
| Team                  | Team                   | Rank | Tds |
| --------------------- | ---------------------- | ---- | --- |
| Bethanie Mattek-Sands | Mike Bryan             | 6    | 1   |
| Sania Mirza           | Ivan Dodig             | 16   | 2   |
| Andrea Hlaváčková     | Édouard Roger-Vasselin | 26   | 3   |
| Chan Hao-ching        | Maks Mirny             | 33   | 4   |
| Chan Yung-jan         | Łukasz Kubot           | 35   | 5   |
| Kateřina Siniaková    | Bruno Soares           | 36   | 6   |
| Lucie Hradecká        | Radek Štěpánek         | 46   | 7   |
| Barbora Krejčíková    | Rajeev Ram             | 49   | 8   |

## Wildcard
Ai seguenti giocatori è stata assegnata una wildcard per accedere al tabellone principale.

### Singolare maschile
- Alex de Minaur
- Samuel Groth
- Quentin Halys
- Denis Istomin
- Omar Jasika
- Michael Mmoh
- Christopher O'Connell
- Andrew Whittington

### Singolare femminile
- Destanee Aiava
- Ashleigh Barty
- Lizette Cabrera
- Kayla Day
- Jaimee Fourlis
- Myrtille Georges
- Luksika Kumkhum
- Arina Rodionova

### Doppio maschile
- Matthew Barton /  Matthew Ebden
- Alex Bolt /  Bradley Mousley
- Alex de Minaur /  Max Purcell
- Hsieh Cheng-peng /  Yang Tsung-hua
- Marc Polmans /  Andrew Whittington
- Matt Reid /  John-Patrick Smith
- Luke Saville /  Jordan Thompson

### Doppio femminile
- Destanee Aiava /  Alicia Smith
- Alison Bai /  Lizette Cabrera
- Ashleigh Barty /  Casey Dellacqua
- Kimberly Birrell /  Priscilla Hon
- Chan Chin-wei /  Junri Namigata
- Jessica Moore /  Storm Sanders
- Ellen Perez /  Olivia Tjandramulia

### Doppio misto
- Destanee Aiava /  Marc Polmans
- Casey Dellacqua /  Matt Reid
- Dar'ja Gavrilova /  Luke Saville
- Martina Hingis /  Leander Paes
- Pauline Parmentier /  Nicolas Mahut
- Sally Peers /  John Peers
- Arina Rodionova /  John-Patrick Smith
- Samantha Stosur /  Samuel Groth

## Qualificazioni
Le qualificazioni per i tabelloni principali si sono disputate dal 12 al 15 gennaio 2017.

### Singolare maschile
- Alex Bolt
- Aleksandr Bublik
- Ivan Dodig
- Ernesto Escobedo
- Thomas Fabbiano
- Bjorn Fratangelo
- Lukáš Lacko
- Jürgen Melzer
- Blake Mott
- Reilly Opelka
- Andrej Rublëv
- Noah Rubin
- Gō Soeda
- Radek Štěpánek
- Frances Tiafoe
- Luca Vanni

Lucky Loser
- Peter Polansky

### Singolare femminile
- Mona Barthel
- Anna Blinkova
- Ana Bogdan
- Julia Boserup
- Jennifer Brady
- Eri Hozumi
- Elizaveta Kuličkova
- Aljaksandra Sasnovič
- Rebecca Šramková
- Stefanie Vögele
- Natal'ja Vichljanceva
- Zhu Lin

Lucky Loser
- Maryna Zanevs'ka

## Ritiri
I seguenti giocatori sono stati ammessi di diritto nel tabellone principale, ma si sono ritirati a causa di infortuni o altre ragioni.
Prima del torneo
Singolare Maschile
- Kevin Anderson →sostituito da  Chung Hyeon
- Ričardas Berankis →sostituito da  Víctor Estrella Burgos
- Juan Martín del Potro →sostituito da  Aljaž Bedene
- Thanasi Kokkinakis →sostituito da  Peter Polansky
- John Millman →sostituito da  Jared Donaldson
- Juan Mónaco →sostituito da  Yoshihito Nishioka
- Tommy Robredo →sostituito da  James Duckworth

Singolare Femminile
- Viktoryja Azaranka →sostituita da  Patricia Maria Tig
- Catherine Bellis →sostituita da  Anett Kontaveit
- Anna-Lena Friedsam →sostituita da  Anna Tatišvili
- Margarita Gasparjan →sostituita da  Karin Knapp
- Ana Ivanović→sostituita da  Mariana Duque Mariño
- Madison Keys →sostituita da  Ekaterina Aleksandrova
- Petra Kvitová →sostituita da  Hsieh Su-wei
- Johanna Larsson →sostituita da  Maryna Zanevs'ka
- Sabine Lisicki →sostituita da  Han Xinyun
- Sloane Stephens →sostituita da  Samantha Crawford
- Alison Van Uytvanck →sostituita da  Sara Sorribes Tormo

## Tennisti partecipanti ai singolari

### Singolare maschile
- Singolare maschile

| Campione                   | Campione                   | Finalista               | Finalista                |
| -------------------------- | -------------------------- | ----------------------- | ------------------------ |
| Roger Federer [17]         | Roger Federer [17]         | Rafael Nadal [9]        | Rafael Nadal [9]         |
| Semifinalisti              |                            |                         |                          |
| Stan Wawrinka [4]          | Stan Wawrinka [4]          | Grigor Dimitrov [15]    | Grigor Dimitrov [15]     |
| Eliminati ai quarti        |                            |                         |                          |
| Miša Zverev                | Jo-Wilfried Tsonga [12]    | Milos Raonic [3]        | David Goffin [11]        |
| Eliminati agli ottavi      |                            |                         |                          |
| Andy Murray [1]            | Kei Nishikori [5]          | Andreas Seppi           | Daniel Evans             |
| Gaël Monfils [6]           | Roberto Bautista Agut [13] | Dominic Thiem [8]       | Denis Istomin (WC)       |
| Eliminati al 3º turno      |                            |                         |                          |
| Sam Querrey [31]           | Malek Jaziri               | Tomáš Berdych [10]      | Lukáš Lacko (Q)          |
| Viktor Troicki [29]        | Steve Darcis               | Jack Sock [23]          | Bernard Tomić [27]       |
| Philipp Kohlschreiber [32] | Alexander Zverev [24]      | David Ferrer [21]       | Gilles Simon [25]        |
| Benoît Paire               | Ivo Karlović [20]          | Richard Gasquet [18]    | Pablo Carreño Busta [30] |
| Eliminati al 2º turno      |                            |                         |                          |
| Andrej Rublëv (Q)          | Alex de Minaur (WC)        | John Isner [19]         | Aleksandr Bublik (Q)     |
| Ryan Harrison              | Noah Rubin (Q)             | Dudi Sela               | Jérémy Chardy            |
| Steve Johnson              | Paolo Lorenzi              | Diego Schwartzman       | Nick Kyrgios [14]        |
| Dušan Lajović              | Karen Chačanov             | Víctor Estrella Burgos  | Marin Čilić [7]          |
| Aleksandr Dolhopolov       | Donald Young               | Frances Tiafoe (Q)      | Marcos Baghdatis         |
| Yoshihito Nishioka         | Ernesto Escobedo (Q)       | Rogério Dutra da Silva  | Gilles Müller            |
| Jordan Thompson            | Fabio Fognini              | Andrew Whittington (WC) | Radek Štěpánek (Q)       |
| Chung Hyeon                | Carlos Berlocq             | Kyle Edmund             | Novak Đoković [2]        |
| Eliminati al 1º turno      |                            |                         |                          |
| Illja Marčenko             | Lu Yen-hsun                | Gerald Melzer           | Quentin Halys (WC)       |
| Konstantin Kravčuk         | Guillermo García López     | Gō Soeda (Q)            | Lucas Pouille [16]       |
| Luca Vanni (Q)             | Nicolas Mahut              | Bjorn Fratangelo (Q)    | Jürgen Melzer (Q)        |
| Albert Ramos Viñolas [26]  | Marcel Granollers          | Nicolás Almagro         | Andrej Kuznecov          |
| Martin Kližan              | Federico Delbonis          | James Duckworth         | Damir Džumhur            |
| Pablo Cuevas [22]          | Samuel Groth (WC)          | Paul-Henri Mathieu      | Gastão Elias             |
| Thiago Monteiro            | Stéphane Robert            | Adrian Mannarino        | Pierre-Hugues Herbert    |
| Thomaz Bellucci            | Aljaž Bedene               | Facundo Bagnis          | Jerzy Janowicz (PR)      |
| Jiří Veselý                | Borna Ćorić                | Thomas Fabbiano (Q)     | Nikoloz Basilašvili      |
| Robin Haase                | Michail Kukuškin           | Michail Južnyj          | Florian Mayer            |
| Guido Pella                | Alex Bolt (Q)              | Daniil Medvedev         | Omar Jasika (WC)         |
| Michael Mmoh (WC)          | Jared Donaldson            | Taylor Fritz            | Dustin Brown             |
| Jan-Lennard Struff         | João Sousa                 | Tommy Haas (PR)         | Feliciano López [28]     |
| Horacio Zeballos           | Adam Pavlásek              | Dmitrij Tursunov (PR)   | Reilly Opelka (Q)        |
| Christopher O'Connell (WC) | Renzo Olivo                | Radu Albot              | Blake Mott (Q)           |
| Peter Polansky (LL)        | Santiago Giraldo           | Ivan Dodig (Q)          | Fernando Verdasco        |

### Singolare femminile
- Singolare femminile

| Campionessa               | Campionessa                   | Finalista               | Finalista                 |
| ------------------------- | ----------------------------- | ----------------------- | ------------------------- |
| Serena Williams [1]       | Serena Williams [1]           | Venus Williams [13]     | Venus Williams [13]       |
| Semifinaliste             |                               |                         |                           |
| Coco Vandeweghe           | Coco Vandeweghe               | Mirjana Lučić-Baroni    | Mirjana Lučić-Baroni      |
| Eliminate ai quarti       |                               |                         |                           |
| Garbiñe Muguruza [7]      | Anastasija Pavljučenkova [24] | Karolína Plíšková [5]   | Johanna Konta [9]         |
| Eliminate agli ottavi     |                               |                         |                           |
| Angelique Kerber [1]      | Sorana Cîrstea                | Mona Barthel (Q)        | Svetlana Kuznecova [8]    |
| Dar'ja Gavrilova [22]     | Jennifer Brady (Q)            | Ekaterina Makarova [30] | Barbora Strýcová [16]     |
| Eliminate al 3º turno     |                               |                         |                           |
| Kristýna Plíšková         | Eugenie Bouchard              | Alison Riske            | Anastasija Sevastova [32] |
| Ashleigh Barty (WC)       | Duan Yingying                 | Elina Svitolina [11]    | Jelena Janković           |
| Jeļena Ostapenko          | Timea Bacsinszky [12]         | Elena Vesnina [14]      | Maria Sakkarī             |
| Dominika Cibulková [6]    | Caroline Wozniacki [17]       | Caroline Garcia [21]    | Nicole Gibbs              |
| Eliminate al 2º turno     |                               |                         |                           |
| Carina Witthöft           | Irina-Camelia Begu [27]       | Peng Shuai              | Pauline Parmentier        |
| Carla Suárez Navarro [10] | Zhang Shuai [20]              | Kristína Kučová         | Samantha Crawford         |
| Shelby Rogers             | Mónica Puig [29]              | Varvara Lepchenko       | Stefanie Vögele (Q)       |
| Julia Boserup (Q)         | Natal'ja Vichljanceva (Q)     | Julia Görges            | Jaimee Fourlis (WC)       |
| Anna Blinkova (Q)         | Julija Putinceva [31]         | Ana Konjuh              | Danka Kovinić             |
| Mandy Minella             | Heather Watson                | Alizé Cornet [28]       | Agnieszka Radwańska [3]   |
| Hsieh Su-wei              | Sara Errani                   | Donna Vekić             | Naomi Ōsaka               |
| Andrea Petković           | Océane Dodin                  | Irina Falconi           | Lucie Šafářová            |
| Eliminate al 1º turno     |                               |                         |                           |
| Lesja Curenko             | Eri Hozumi (Q)                | Viktorija Golubic       | Jaroslava Švedova         |
| Dar'ja Kasatkina [23]     | Louisa Chirico                | Misaki Doi              | Roberta Vinci [15]        |
| Jana Čepelová             | Irina Chromačëva              | Madison Brengle         | Aljaksandra Sasnovič (Q)  |
| Nao Hibino                | Christina McHale              | Lauren Davis            | Marina Eraković           |
| Simona Halep [4]          | Annika Beck                   | Destanee Aiava (WC)     | Patricia Maria Tig        |
| Kiki Bertens [19]         | Rebecca Šramková (Q)          | Kurumi Nara             | Kateryna Kozlova          |
| Galina Voskoboeva (PR)    | Francesca Schiavone           | Vania King              | Evgenija Rodina           |
| Laura Siegemund [26]      | Kateřina Siniaková            | Anna Tatišvili (PR)     | Mariana Duque Mariño      |
| Sara Sorribes Tormo       | Monica Niculescu              | Zhu Lin (Q)             | Lara Arruabarrena         |
| Naomi Broady              | Kristina Mladenovic           | Zheng Saisai            | Camila Giorgi             |
| Ana Bogdan (Q)            | Magda Linette                 | Maryna Zanevs'ka (LL)   | Samantha Stosur [18]      |
| Myrtille Georges (WC)     | Anett Kontaveit               | Wang Qiang              | Cvetana Pironkova         |
| Denisa Allertová          | Karin Knapp (PR)              | Risa Ozaki              | Ekaterina Aleksandrova    |
| Arina Rodionova (WC)      | Lizette Cabrera (WC)          | Luksika Kumkhum (WC)    | Kirsten Flipkens          |
| Elizaveta Kuličkova (Q)   | Kayla Day (WC)                | Çağla Büyükakçay        | Kateryna Bondarenko       |
| Tímea Babos [25]          | Han Xinyun                    | Yanina Wickmayer        | Belinda Bencic            |

## Campioni

### Senior

#### Singolare maschile
Roger Federer ha sconfitto in finale  Rafael Nadal con il punteggio di 6–4, 3–6, 6–1, 3–6, 6–3.
- È l'ottantanovesimo titolo in carriera per Federer, primo della stagione. È il diciottesimo titolo del Grand Slam, quinto titolo qui a Melbourne. È il primo slam dal 2012[18].

#### Singolare femminile
Serena Williams ha sconfitto in finale  Venus Williams con il punteggio di 6–4, 6–4.
- È il settantaduesimo titolo in carriera per Serena, primo della stagione. È il ventitreesimo titolo del Grand Slam, record nell'era open[19], settimo titolo qui a Melbourne. Grazie a questa vittoria torna numero uno del mondo[20].

#### Doppio maschile
Henri Kontinen /  John Peers hanno sconfitto in finale  Bob Bryan /  Mike Bryan con il punteggio di 7–5, 7–5.

#### Doppio femminile
Bethanie Mattek-Sands /  Lucie Šafářová hanno sconfitto in finale  Andrea Hlaváčková /  Peng Shuai con il punteggio di 6(4)–7, 6–3, 6–3.

#### Doppio misto
Abigail Spears /  Juan Sebastián Cabal hanno sconfitto in finale  Sania Mirza /  Ivan Dodig con il punteggio di 6–2, 6–4.

### Junior

#### Singolare ragazzi
Zsombor Piros ha sconfitto in finale  Yshai Oliel con il punteggio di 4–6, 6–4, 6–3.

#### Singolare ragazze
Marta Kostjuk ha sconfitto in finale  Rebeka Masarova con il punteggio di 7–5, 1–6, 6–4.

#### Doppio ragazzi
Hsu Yu-hsiou /  Zhao Lingxi hanno sconfitto in finale  Finn Reynolds /  Duarte Vale con il punteggio di 6(8)–7, 6–4, [10–5].

#### Doppio ragazze
Bianca Andreescu /  Carson Branstine hanno sconfitto in finale  Maja Chwalińska /  Iga Świątek con il punteggio di 6–1, 7–6(4).

### Tennisti in carrozzina

#### Singolare maschile carrozzina
Gustavo Fernández ha sconfitto in finale  Nicolas Peiffer con il punteggio di 3–6, 6–2, 6–0.

#### Singolare femminile carrozzina
Yui Kamiji ha sconfitto in finale  Jiske Griffioen con il punteggio di 6(2)–7, 6–3, 6–3.

#### Quad singolare
Dylan Alcott ha sconfitto in finale  Andrew Lapthorne con il punteggio di 6–2, 6–2.

#### Doppio maschile carrozzina
Joachim Gérard /  Gordon Reid hanno sconfitto in finale  Gustavo Fernández /  Alfie Hewett con il punteggio di 6–3, 3–6, [10–3].

#### Doppio femminile carrozzina
Jiske Griffioen /  Aniek Van Koot hanno sconfitto in finale  Diede de Groot /  Yui Kamiji con il punteggio di 6–3, 6–2.

#### Quad doppio
Andrew Lapthorne /  David Wagner hanno sconfitto in finale  Dylan Alcott /  Heath Davidson con il punteggio di 6–3, 6–3.

### Leggende

#### Doppio leggende maschile
Non terminato

#### Doppio leggende femminile
Non terminato

## Punti
| Torneo    | Torneo    | V     | F     | SF  | QF  | 4T  | 3T  | 2T | 1T | Q  | Q3 | Q2 | Q1 |
| Singolare | Maschile  | 2.000 | 1.200 | 720 | 360 | 180 | 90  | 45 | 10 | 25 | 16 | 8  | 0  |
| Singolare | Femminile | 2.000 | 1.300 | 780 | 430 | 240 | 130 | 70 | 10 | 40 | 30 | 20 | 2  |
| Doppio    | Maschile  | 2.000 | 1.200 | 720 | 360 | 180 | 90  | 0  | –  | –  | –  | –  | –  |
| Doppio    | Femminile | 2.000 | 1.300 | 780 | 430 | 240 | 130 | 10 | –  | –  | –  | –  | –  |

## Montepremi
Il montepremi del 2017 ha ricevuto un aumento del 14% rispetto all'edizione scorsa raggiungendo la cifra record di 50.000.000 A$.
| Torneo    | V         | F         | SF      | QF      | 4T      | 3T      | 2T     | 1T     | Q | Q3     | Q2     | Q1    |
| Singolare | 3.700.000 | 1.900.000 | 900.000 | 440.000 | 220.000 | 130.000 | 80.000 | 50.000 | – | 25.000 | 12.500 | 6.250 |
| Doppio    | 650.000   | 325.000   | 160.500 | 80.000  | 40.000  | 23.000  | 14.800 | –      | – | –      | –      | –     |
| Misto     | 150.500   | 75.500    | 37.500  | 18.750  | 9.000   | 4.500   | –      | –      | – | –      | –      | –     |